# Уральская, Юлия Владимировна
Юлия Владимировна Уральская (1925—1992) — советская театральная актриса.

## Биография
Родилась 14 июня 1925 года
В 1950 году окончила Свердловский театральный институт, переехала в Иркутск.
Работала в Иркутском драматическом театре им. Охлопкова. Параллельно с игрой в театре работала педагогом по сценической речи в Иркутском театральном училище.
Умерла 29 августа 1992 г. после тяжёлой продолжительной болезни. Похоронена на Александровском кладбище Иркутска.

### Личная жизнь
Была замужем за актёром Василием Лещёвым (развелась). Двое детей: дочь Вера и сын Андрей.

## Творчество
Роли
- «С любовью не шутят» Кальдерона (1952) — Ленора
- «От щедрости сердца» (1960) — Скворцова
- «Чти отца своего»
- «Странная миссис Сэвидж»
- «Валентина»
- «Прошлым летом в Чулимске» А. В. Вампилова — буфетчица Анна